# Kalendarium powstania warszawskiego – 17 sierpnia

## 17 sierpnia, czwartek
Pożar katedry św. Jana, kościoła Marii Panny i ratusza na pl. Teatralnym. W nocy oddział batalionu Czwartaków wysadził placówkę niemiecką w „Czerwonym Domu” przy ul. Rybaki. 
Żołnierze z batalionu „Czata 49” wycofali się z magazynów na Stawkach.
Ciężkie walki w rejonie ulic: Towarowej, Wroniej i Grzybowskiej. Skutecznie odparto atak czołgów i piechoty przy ul. Królewskiej i Marszałkowskiej.
Na ulicach pojawia się zarządzenie Okręgowego Delegata Rządu nakazujące powołanie obwodowych i domowych komitetów samopomocy, które zajmowałyby się funkcjami przeciwlotniczymi i przeciwpożarowymi, a także dbałyby o porządek, bezpieczeństwo, czystość i aprowizację. Jednak działania takie ludność podjęła już w pierwszych dniach powstania.
Zginął pierwszy listonosz poczty powstańczej – harcerz Zbigniew Banaś (ps. „Banan”); miał 16 lat.
W drukowanym na Starym Mieście „Kurierze Stołecznym” ukazuje się tekst napisanej na Woli przez pchor. Józefa Szczepańskiego (ps. „Ziutek”) piosenki Pałacyk Michla.